# روي دوبوي
روي مايكل جوزيف دوبوي (ولد في 21 أبريل 1963) ممثل كندي من أصل فرنسي اشتهر لدوره مكافحة الإرهاب مايكل صموئيل في المسلسل التلفزيوني الفتاة نيكيتا. ولعبه دور روميو دالير في فيلم مصافحة الشيطان 2007 .

## روابط خارجية
- Notre Cinéma à Radio-Canada: Les Vedettes: Roy Dupuis ("لدينا سينما في راديو-كندا: النجوم: روي دوبوي ") أفلامه مختارة وروابط ذات الصلة باللغة الفرنسية.
- روي دوبوي في Agence Premier Rôle. النسخة الإنكليزية من الصفحة الرسمية.
- روي دوبوي على موقع IMDb (الإنجليزية)
- روي دوبوي على موقع ألو سيني (الفرنسية)
- روي دوبوي على موقع أول موفي (الإنجليزية)
- روي دوبوي على موقع قاعدة بيانات الأفلام السويدية (السويدية)
- روي دوبوي على موقع إن إن دي بي (الإنجليزية)
- روي دوبوي على موقع قاعدة بيانات الفيلم (الإنجليزية)
- روي دوبوي على موقع كينوبويسك (الروسية)
- روي دوبوي نادي معجبين روي دوبوي